# Secciones de Seguridad e Intervención
Las Secciones de Seguridad e Intervención (SSI) son unidades especializadas pertenecientes a la Gendarmería Nacional de Argelia.

## Historia
Las SSI fueron creadas en diciembre de 2005 por el mando de la Gendarmería Nacional de Argelia.
Las SSI se crearon para apoyar al Destacamento Especial de Intervención, una unidad dedicada a la lucha contra el terrorismo y el crimen organizado. Las SSI han sido entrenadas para liberar rehenes, capturar individuos peligrosos, desmantelar bandas, entrar y asegurar la zona, y realizar intervenciones policiales. Las primeras unidades de las SSI se ubicaron en Blida, Suq Ahras y Bumerdés, antes de expandirse por todo el país. Actualmente, hay alrededor de 120 unidades de las SSI, repartidas en 48 provincias, contando con 4.200 hombres. Las SSI están presentes en las 48 wilayas del país.

## Misiones
Las misiones de las SSI son:
- Realizar patrullas de vigilancia en zonas inseguras, y prevención de la violencia y el bandolerismo.
- Detención e identificación de personas peligrosas o buscadas (en el domicilio o en la vía pública).
- Comprobación y búsqueda de vehículos sospechosos.
- Control de lugares que puedan albergar actividades ilícitas como el tráfico ilícito y que puedan servir de refugio para delincuentes.
- Ofrecer apoyo operativo al Destacamento Especial de Intervención (DEI) en un secuestro con toma de rehenes.
- Contraterrorismo y liberación de rehenes.
- Primera respuesta, (las SSI son las primeras en responder a un incidente grave, antes de que lleguen otras unidades especializadas al lugar).
- Desmantelamiento de pandillas y lucha contra el narcotráfico.

## Entrenamiento y formación
Las SSI forman parte de las unidades de élite de las fuerzas de seguridad argelinas, y están basadas en el Destacamento Especial de Intervención, que es el equivalente del GIGN francés en Argelia. Para incorporarse a las SSI, es necesario ser un gendarme confirmado con algunos años de servicio en su haber, para poder acceder al proceso de selección que se desarrolla durante una semana. Durante la semana de entrenamiento, los gendarmes son evaluados a nivel físico, mental y técnico. Los alumnos tienen 60 horas de pruebas, tanto de día como de noche, algunas son pruebas como escalar una fachada resbaladiza de unos 40 metros de altura, tienen que poner en práctica técnicas de combate aprendidas en la escuela de tiro, pruebas sobre el manejo de armas, un curso sobre riesgos, etcétera. 
Los que superan esta semana de selección, siguen durante cinco semanas en el curso, donde se forman en técnicas de escalada, técnicas de combate, artes marciales orientales, (Jūjutsu, Kuk Sool Won, etcétera) y en el uso de armas de fuego, tiro al blanco, manejo de diversas armas, tiro de confianza realizado con munición real, técnicas de aproximación con sigilo, enfrentamiento físico y armado, pilotaje de vehículos, control e identificación de personas y vehículos sospechosos, técnicas de liberación de rehenes, combate urbano y forestal, técnicas de combate en espacios cerrados, etcétera. 
Si el gendarme supera todas estas pruebas, se le concede la insignia de las SSI y un diploma, y posteriormente, el agente se incorpora a una unidad de las SSI. Sin embargo, una vez que ha llegado a su sección, es capacitado en ciertas especialidades que su sección puede requerir antes de ser un agente completamente operativo.

## Organización
Las SSI están desplegadas en el 99% del territorio argelino y cuentan con 120 secciones, cada sección tiene 35 hombres, haciendo un total de 4.200 hombres activos. En todas las provincias hay un grupo de la Gendarmería Nacional, cada grupo tiene una unidad SSI comandada por un oficial. Cada provincia tiene su propia unidad SSI. Algunos miembros están entrenados en paracaidismo, en la Escuela Superior de Tropas Especiales (ESTS) situada en Biskra, o en técnicas de comando, en la Escuela de Formación de Comandos e Iniciación al Paracaidismo (EFCIP) ubicada en Boghar.
Las SSI también tienen una unidad canina (K-9), así como una serie de especialistas en desactivación de explosivos y francotiradores.

## Armamento
Las SSI forman parte de las unidades especiales de la Gendarmería Nacional de Argelia, sus miembros cuentan con un armamento similar al de sus hermanos de la Gendarmería.

### Pistolas
| Nombre     | Imagen   | Origen                 | Tipo                   | Calibre              | Notas    |
| Pistolas   | Pistolas | Pistolas               | Pistolas               | Pistolas             | Pistolas |
| ---------- | -------- | ---------------------- | ---------------------- | -------------------- | -------- |
| Makarov PM |          | Unión Soviética        | Pistola semiautomática | 9 × 18 mm Makarov    |          |
| Caracal    |          | Emiratos Árabes Unidos | Pistola semiautomática | 9 × 19 mm Parabellum |          |

### Fusiles de asalto
| Nombre            | Imagen            | Origen            | Tipo              | Calibre           |
| Fusiles de asalto | Fusiles de asalto | Fusiles de asalto | Fusiles de asalto | Fusiles de asalto |
| ----------------- | ----------------- | ----------------- | ----------------- | ----------------- |
| AKM               |                   | Unión Soviética   | Fusil de asalto   | 7,62 × 39 mm      |

### Fusiles de francotirador
| Nombre                          | Imagen                   | Origen                   | Tipo                     | Munición                 | Fabricante                                                              |
| Fusiles de francotirador        | Fusiles de francotirador | Fusiles de francotirador | Fusiles de francotirador | Fusiles de francotirador |                                                                         |
| ------------------------------- | ------------------------ | ------------------------ | ------------------------ | ------------------------ | ----------------------------------------------------------------------- |
| Fusil de francotirador Dragunov |                          | Argelia Unión Soviética  | Fusil de francotirador   | 7,62 × 54 mm R           | Corporación KalashnikovEmpresa de Construcciones Mecánicas de Khenchela |
| Zastava M93 Black Arrow         |                          | Serbia                   | Fusil de francotirador   | 12,7 × 108 mm            | Zastava Arms                                                            |

### Escopetas
| Nombre           | Imagen    | Origen         | Tipo      | Calibre    | Fabricante                                              |
| Escopetas        | Escopetas | Escopetas      | Escopetas | Escopetas  | Escopetas                                               |
| ---------------- | --------- | -------------- | --------- | ---------- | ------------------------------------------------------- |
| Beretta RS-202M2 |           | Argelia Italia | Escopeta  | Calibre 12 | BerettaEmpresa de Construcciones Mecánicas de Khenchela |

## Equipamiento

### Cascos
| Nombre        | Imagen | Origen  | Tipo             |
| Cascos        | Cascos | Cascos  | Cascos           |
| ------------- | ------ | ------- | ---------------- |
| Casco SPECTRA |        | Francia | Casco de combate |

### Otro equipamiento
- Uniforme
- Chaleco antibalas